# Yanmingshiju Guanyinjing
Yanmingshiju Guanyinjing (Chinees: 延命十句観音経, Japans: Enmei Jukku Kannon Gyō), vertaald als "Levensverlengende tienregelige soetra gewijd aan Guanyin" is een Chineestalige boeddhistische gebedstekst. Dit gebed, gewijd aan bodhisattva Guanyin, is zeer populair onder Chinese en Japanse boeddhisten. Ook in de Chinese volksreligie wordt het vaak gebruikt. Het gebed bestaat uit tien zinnen.

## Geschiedenis
Het gebed is volgens het boeddhistisch historisch geschrift, Fozutongji (佛祖統紀), uit 1269 ontstaan in 450 AD. In 450 werd Wang Xuanmo (王玄謨) gevangengenomen. Hij kreeg van de rechter de doodstraf. Meneer Wang was zeer verdrietig dat hij spoedig dood zou gaan. Tijdens het slapen kreeg hij een droom. In de droom sprak een persoon tot hem. Die vertelde hem dat hij niet de doodstraf zou krijgen als hij het gebed Yanmingshiju Guanyinjing tienduizend keer zou bidden. Hij zei vervolgens dit gebed op. Zelfs op weg naar de executieplaats bleef hij bidden. De beul probeerde zijn hoofd af te hakken, maar het zwaard brak doormidden. Door dit wonder sprak de rechter hem vrij van de doodstraf.

## Tekst
| Traditioneel Chinees | Japans             | Vertaling                                           |
| -------------------- | ------------------ | --------------------------------------------------- |
| 觀世音               | Kanzeon            | Guanyin                                             |
| 南無佛               | Namu Butsu         | ik zoek toevlucht tot de Boeddha                    |
| 與佛有因             | Yo Butsu u in      | ik heb met Boeddha een oorzaak                      |
| 與佛有緣             | Yo Butsu u en      | ik heb met Boeddha een gevolg                       |
| 佛法相緣             | Bu Po So en        | het lot heeft mij tot de boeddhistische leer gewend |
| 常樂我淨             | Jo raku ga jo      | geeft mij vaak geluk en rust                        |
| 朝念觀世音           | Cho nen Kanzeon    | 's ochtends bid ik tot Guanyin                      |
| 暮念觀世音           | Bo nen Kanzeon     | 's avonds bid ik tot Guanyin                        |
| 念念從心起           | Nen nen ju shin ki | elk gebed komt vanuit het hart                      |
| 念念不離心           | Nen nen fu ri shin | elk gebed zal het hart niet verlaten                |